# كارو أرماتو بي 40
بي 40 (P 40) كانت تصميم إيطالي لنوع من الدبابات استخدم في الحرب العالمية الثانية . سلحت بمدفع عيار 75 مم وبمدفع رشاش بريدا (Breda) كتسليح ثانوي للدبابة بالإضافة إلى مدفع رشاش مضاد للطائرات والملاحة الجوية . تزن الدبابة 26 طن .
بدأ تصميم الدبابة سنة 1940 ، ولم ينتج منها إلى القليل مرورا بالهدنة التي وقعت بين الإيطاليين وقوات الحلفاء فلذلك استخدمت هذه الدبابات من قبل الألمان تحت اسم ((Panzerkampfwagen P40 737(i) .